# Бад-Лаузік
Бад-Лаузік (нім. Bad Lausick) — місто в Німеччині, розташоване в землі Саксонія. Входить до складу району Лейпциг. Центр об'єднання громад Бад-Лаузік.
Площа — 69,79 км2. Населення становить 8087 ос. (станом на 31 грудня 2020).

## Уродженці
- Ерік Маєчак (* 2000) — німецький футболіст.

## Галерея

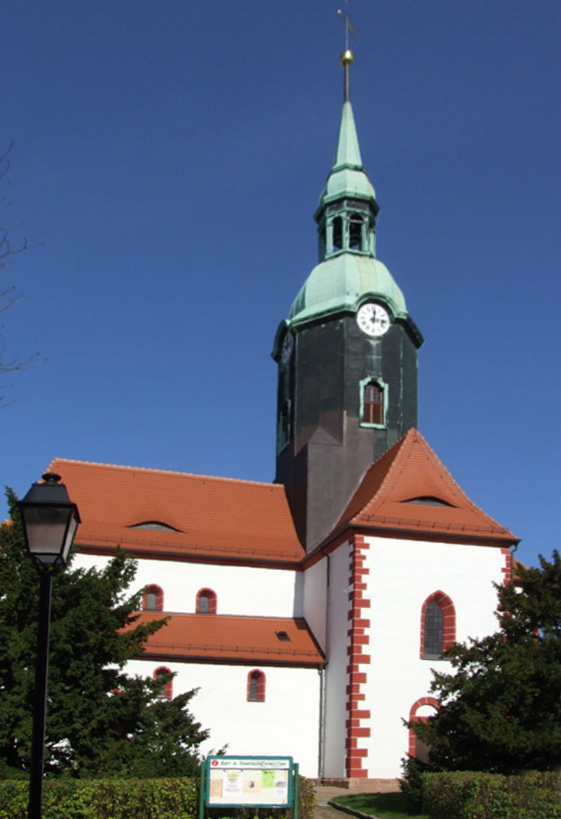
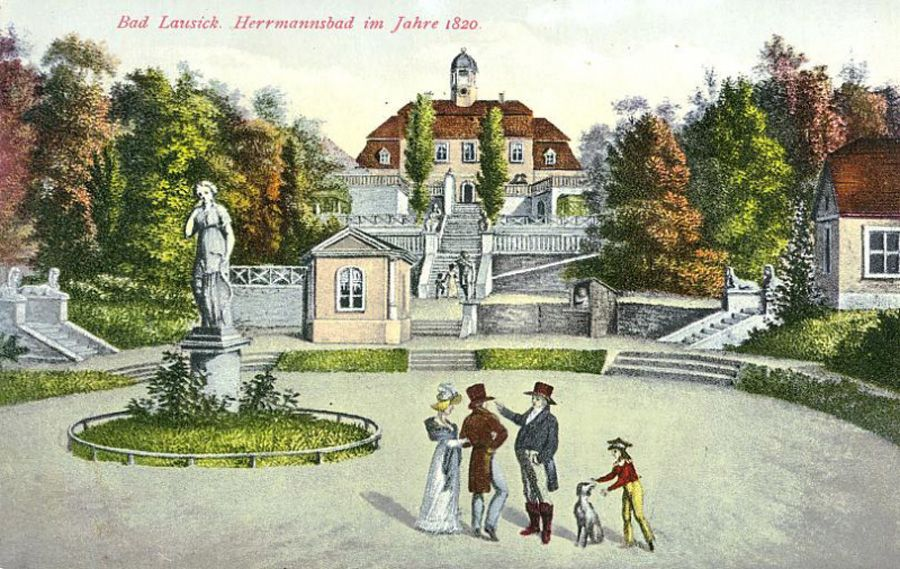
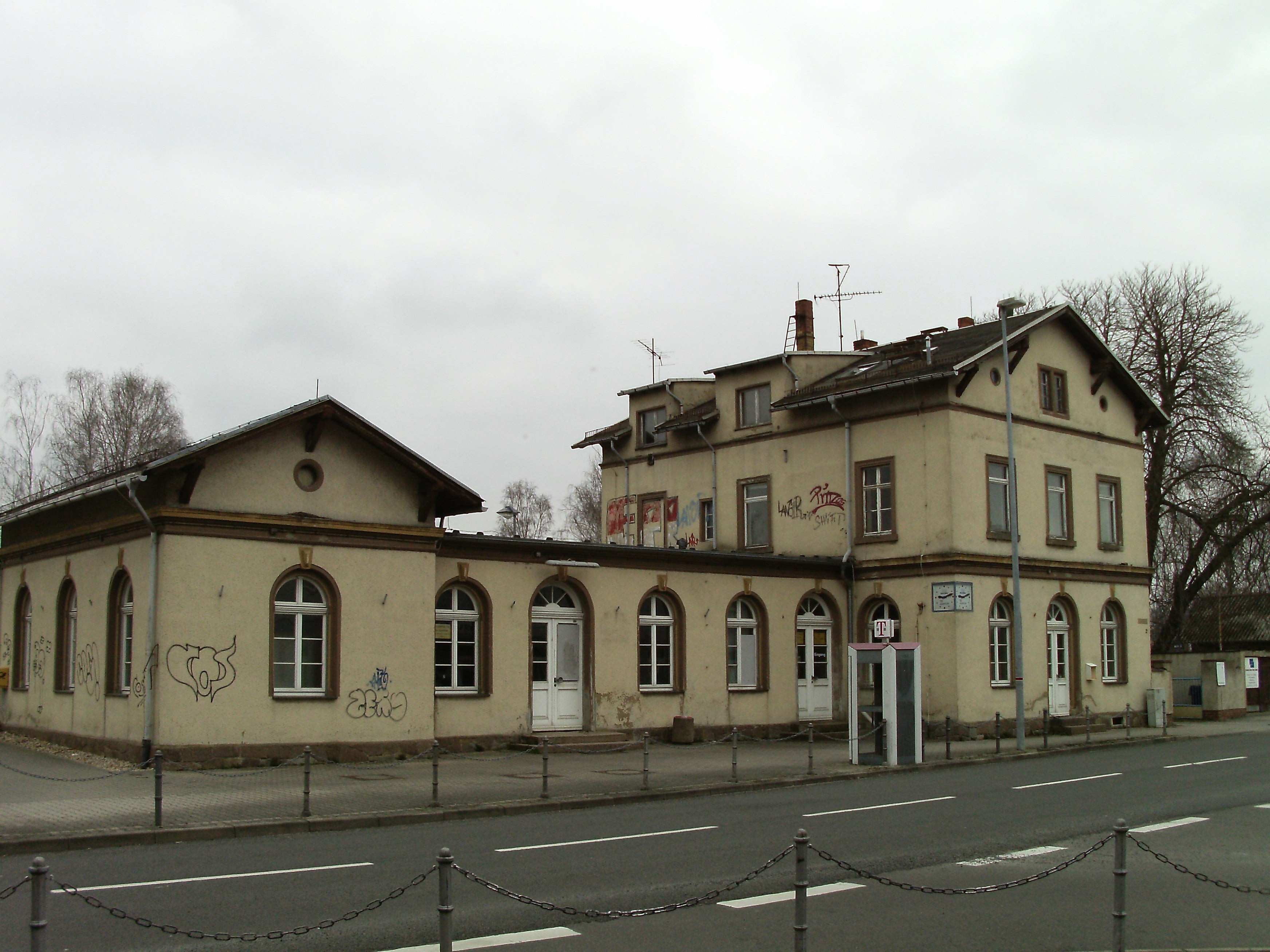
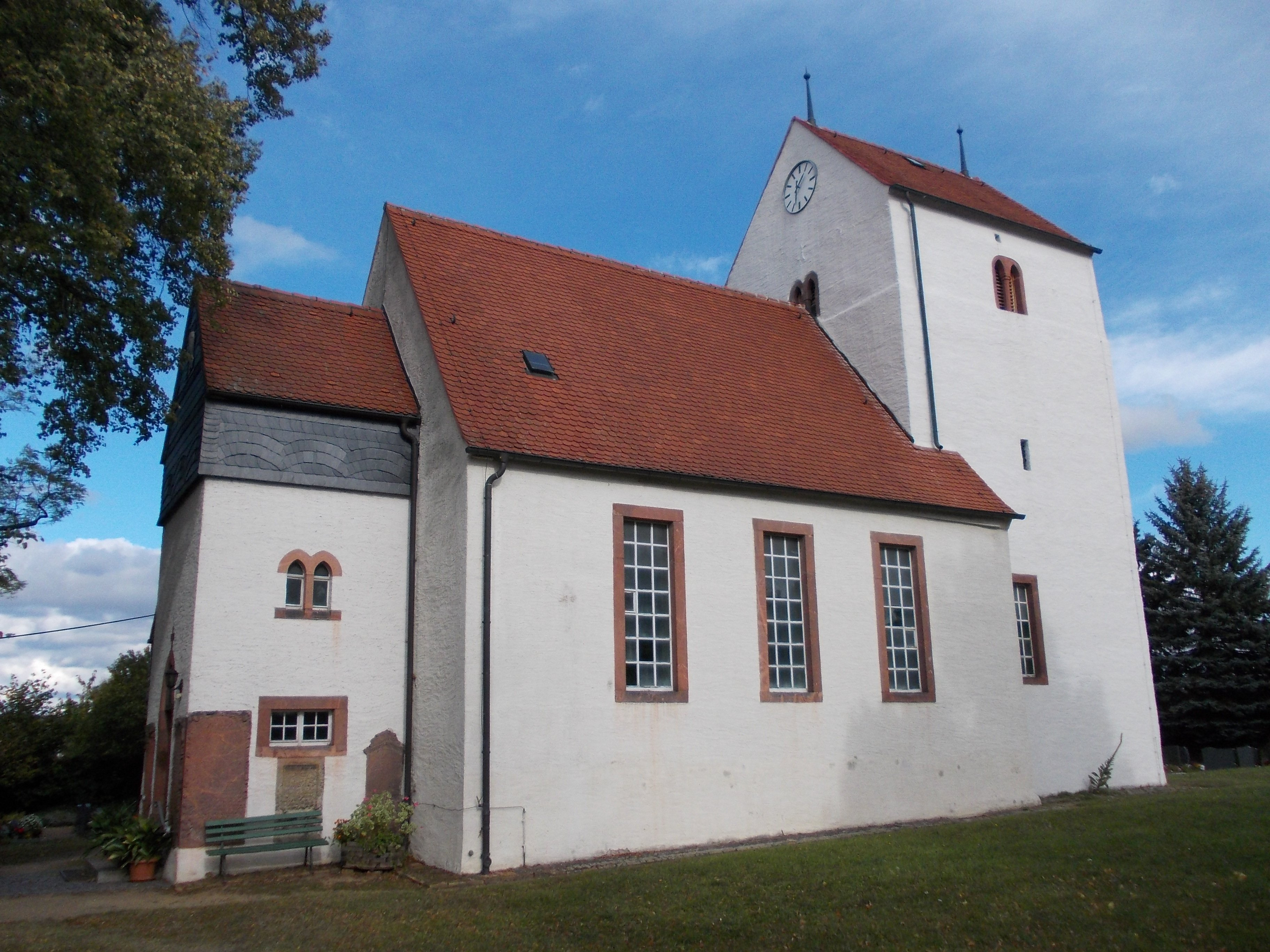
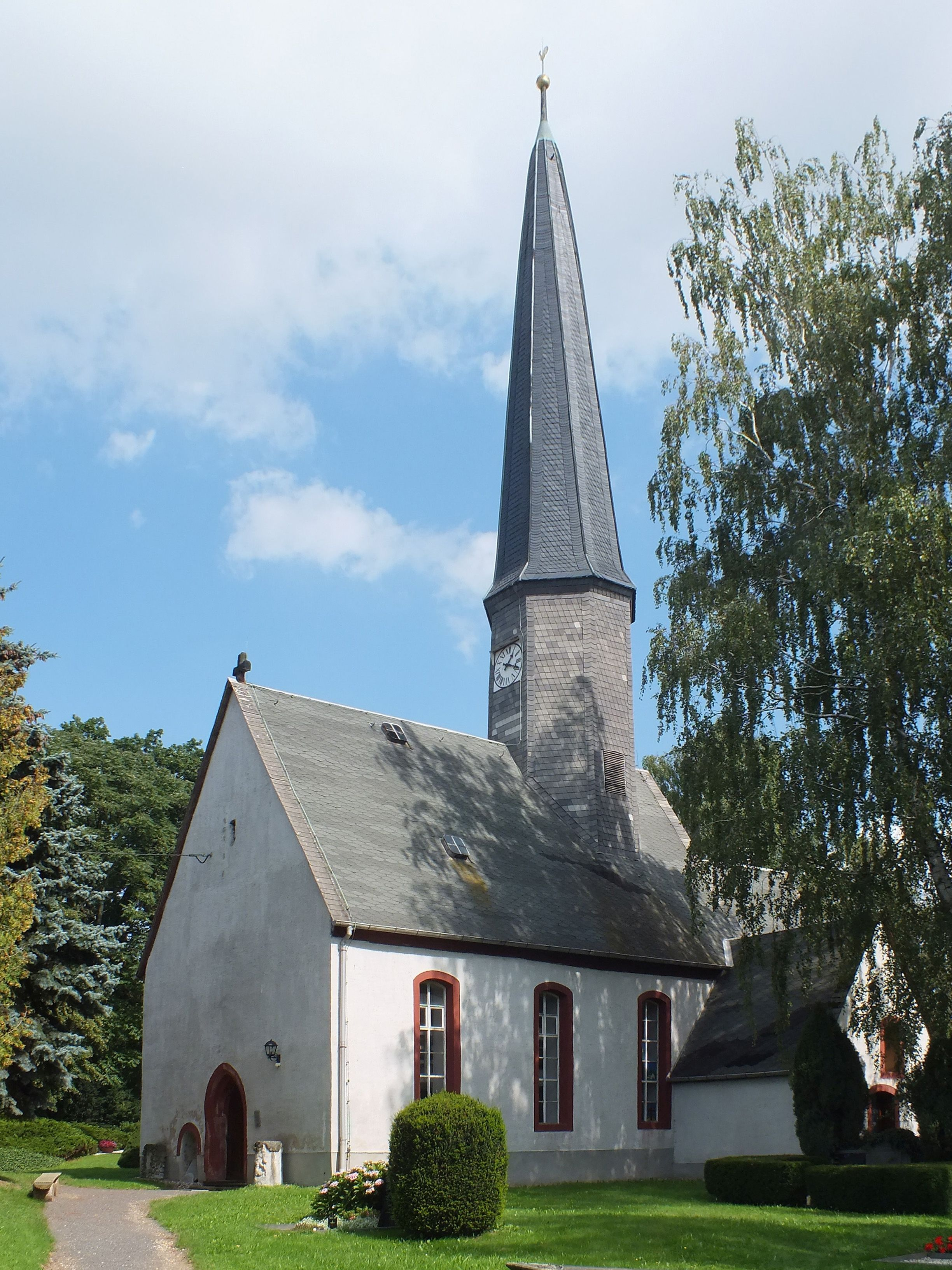
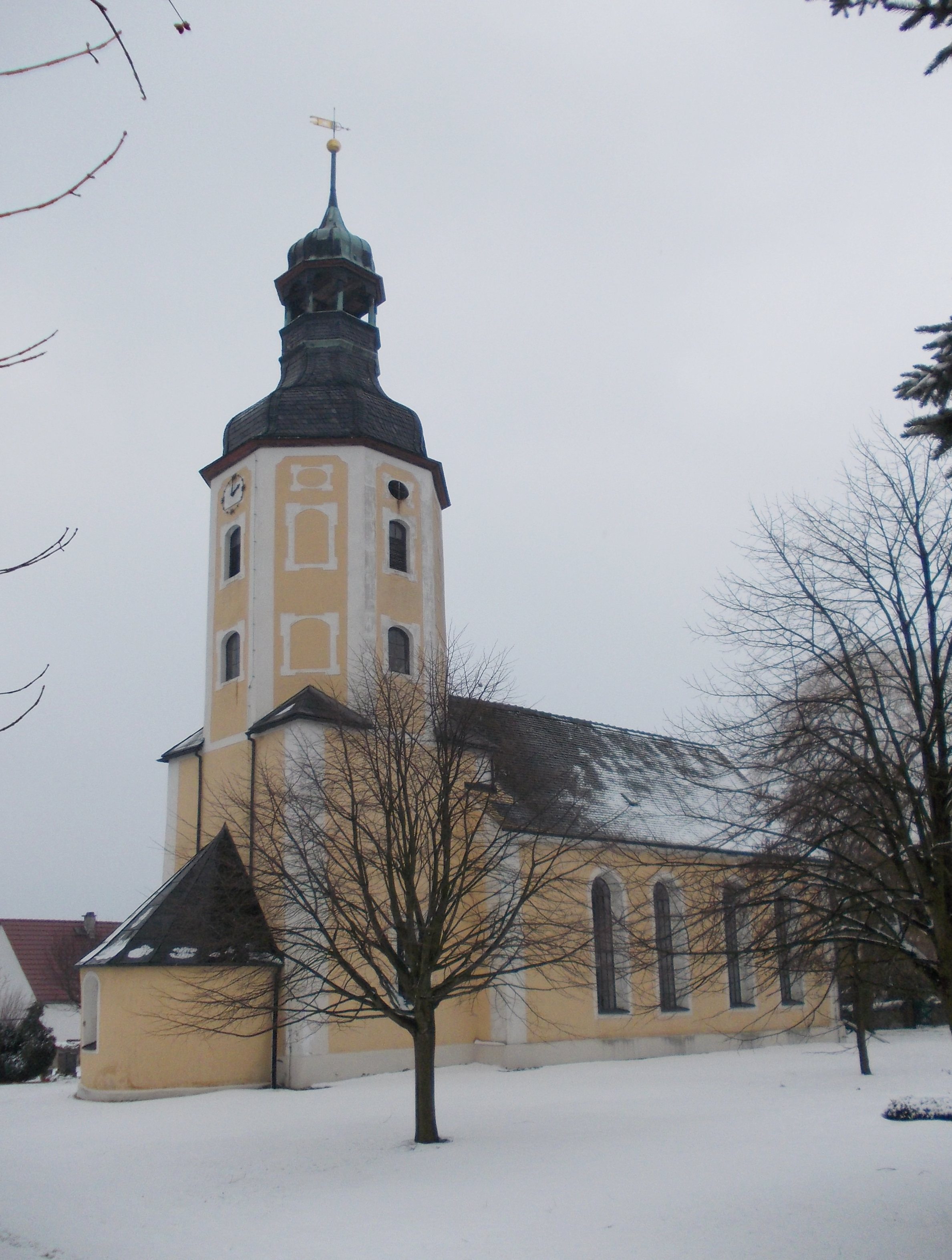